# Rieden (Saint-Gall)
Pour les articles homonymes, voir Rieden.
Rieden est une localité et une ancienne commune suisse du canton de Saint-Gall, située dans la circonscription électorale de See-Gaster.

Photo aérienne (1948)

## Histoire
Le 1er janvier 2013, Rieden a été annexée dans la commune de Gommiswald, tout comme la commune d'Ernetschwil.